# SOR NC 18

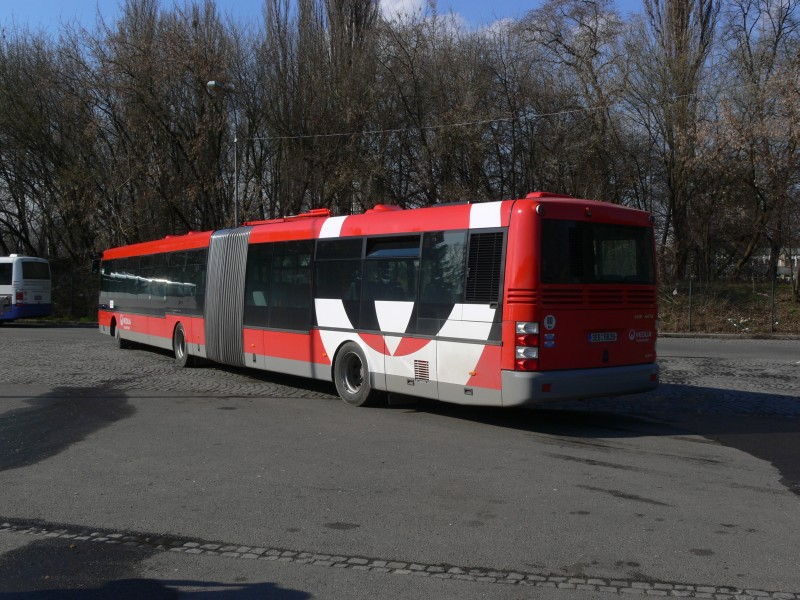
Вид сзади

SOR NC 18 — сочленённый автобус, выпускаемый чешской компанией SOR Libchavy с 2008 по 2015 год. После Karosa C943, это второй чешский сочленённый автобус.
Вытеснен с конвейера моделью SOR NB 18.

## Конструкция
Автобус SOR NC 18 идентичен автобусу SOR NB 18, который впервые был представлен в 2006 году. Длина обоих автобусов составляет 18750 мм.
Автобус SOR NC 18 обслуживает пригородные маршруты. Модель оснащена дизельным двигателем внутреннего сгорания Iveco Cursor и автоматической трансмиссией ZF Ecomat 6HP 604C. Вход в салон осуществляется через три входные двери. Напротив второй двери присутствует место для колясок.

## Производство
В 2001—2008 годах, после снятия с производства автобуса Karosa C943, не было ни одного чешского сочленённого автобуса, обслуживающего пригородные маршруты. Первый SOR NC 18 произведён в конце 2008 года. Эксплуатация началась в 2009 году.